# RQ-6警衛無人機
RQ-6警衛無人機（英語：Outrider）是一款由Alliant Techsystems開發的偵查無人機。該機可以為部署在海外的美軍提供近乎實時的偵察和監視，整個系統可以裝在兩輛悍馬車和拖車上，並由一架C-130運輸機運輸。
該項目於1996年開始，並於1999年取消。

## 外部連結
- RQ-6 listing in Directory of U.S. Military Rockets and Missiles （页面存档备份，存于）